# Gynandromyia prima
Gynandromyia prima là một loài ruồi trong họ Tachinidae.